# Championnat du Sri Lanka féminin de football
Le championnat du Sri Lanka féminin de football est une compétition de football féminin opposant les meilleures équipes du Sri Lanka.

## Palmarès
| Saison    | Champion                  |
| --------- | ------------------------- |
| 2002      | compétition abandonnée    |
| 2002-2003 | Police SC                 |
| 2003-2004 | Army SC                   |
| 2004-2005 | Police SC                 |
| 2008      | Army SC                   |
| 2009      | Police SC                 |
| 2010      | Army SC                   |
| 2011      | Army SC                   |
| 2012      | Air Force SC              |
| 2013      | Army SC                   |
| 2014      | Army SC                   |
| 2015      | Navy SC                   |
| 2016      | Navy SC                   |
| 2017      | Navy SC                   |
| 2018      | Air Force SC              |
| 2019      | compétition non organisée |
| 2020      | compétition non organisée |

## Bilan par clubs
- 6 titres : Army SC
- 3 titres : Police SC, Navy SC
- 2 titres : Air Force SC